# Забайкальский радиотелецентр РТРС
«Забайкальский краевой радиотелевизионный передающий центр» — филиал ФГУП «Российская телевизионная и радиовещательная сеть». Основной оператор цифрового эфирного и аналогового эфирного теле- и радиовещания в Забайкальском крае.

## История
История радиовещания Забайкальского края ведет отсчет с мая 1914 года. В эти дни радиостанция «Искровая» приняла первую радиопрограмму из Москвы и передала ее в Хабаровск.
В мае 1928 года третий окружной съезд Советов Дальневосточной республики принял решение об организации в Чите первого радиотрансляционного узла. В сентябре 1928 года настоящим праздником для радиослушателей Читы стала радиотрансляция концерта выдающегося тенора, солиста Большого театра Союза ССР Леонида Собинова. Трансляцию организовал клуб радиолюбителей имени А. В. Луначарского Читинской окружной конторы связи.
Период интенсивного развития телерадиосети в Забайкалье, как и в других регионах СССР, начался с принятия постановления Совета Министров СССР от 15 сентября 1955 года «О мерах по дальнейшему развитию телевизионного вещания в СССР».
Днём рождения Читинского областного телевидения считается 4 октября 1963 года. Тогда в эфир вышла программа телевизионного вещания в Чите.
Строительство телецентра в Чите завершилось 20 января 1962 года.
Помимо Читинского телецентра, в области было ещё четыре эфирных ретранслятора. Имеющиеся мощности позволили транслировать четыре часа программ Читинской студии телевидения в сутки и трансляцию программы Центрального телевидения.
1 апреля 1969 года приказом Читинского ПТУС телецентр преобразован в Читинскую областную радиотелевизионную станцию.
В начале декабря 1974 года Читинская ПТУС переименована в Читинский областной радиотелевизионный передающий центр.
С 1995 года в области началась трансляция ряда негосударственных телерадиокомпаний.
В 1999 году вещание программ НТВ, ТВ-6 и ТНТ переведено в цифровой стандарт MPEG-2.
В 2002 году начался новый этап развития регионального телерадиовещания, связанный с вхождением радиотелецентра в структуру федерального государственного унитарного предприятия «Российская телевизионная и радиовещательная сеть» (РТРС).
1 января 2004 года начала работу приемо-передающая цифровая спутниковая станция для распространения программ «Россия-1 + ЧГТРК» и «Радио России» + ЧГТРК» в цифровом формате.
10 августа 2011 года введена в эксплуатацию новая 246-метровая телевизионная мачта, на 63 метра более высокая, чем прежняя мачта. Появились новые возможности по расширению зоны охвата эфирным вещанием Читы и Читинского района, а также по улучшению качества вещания.
В декабре 2016 года филиал РТРС «Забайкальский КРТПЦ» завершил строительство сети цифрового эфирного телевидения в регионе.
Сеть цифрового эфирного телевидения в Забайкальском крае включает 265 передающих станций. 96,02 % жителей региона могут принимать цифровое эфирное телевидение.
12 сентября 2017 года филиал РТРС «Забайкальский КРТПЦ» и ГТРК «Чита» начали трансляцию региональных программ в составе пакета цифровых телеканалов РТРС-1 (первый мультиплекс) в Забайкальском крае.
Местные программы доступны жителям на каналах «Россия-1» и «Радио России».

## Организация вещания
РТРС транслирует в Забайкальском крае:
- 20 телеканалов и 3 радиоканала в цифровом формате;
- 10 телеканалов и11 радиоканалов в аналоговом формате.

Инфраструктура эфирного телерадиовещания забайкальского филиала РТРС включает:
- краевой радиотелецентр;
- 7 производственных подразделений;
- центр формирования мультиплексов;
- 404 передающие станции;
- 214 АМС;
- 785 приемных земных спутниковых станций.[8]